# Alerte à la bombe (film)
Pour les articles homonymes, voir Alerte à la bombe.
Pour plus de détails, voir Fiche technique et Distribution.
Alerte à la bombe (Skyjacked) est un film catastrophe américain réalisé par John Guillermin, sorti en 1972.

## Synopsis
Un ancien soldat, démobilisé pour troubles psychiatriques et victime d'hallucinations, détourne un  Boeing 707  en partance pour l'Europe avec l'intention d'atterrir à Moscou. Perdu dans sa folie, il s'imagine que l'URSS l'attend pour en faire un héros et est prêt à tout pour atteindre son objectif.

## Fiche technique
- Titre original : Skyjacked
- Titre français : Alerte à la bombe
- Réalisation : John Guillermin
- Scénario : d'après le roman de David Harper Hijacked
- Musique : Perry Botkin Jr.
- Montage : Robert Swink
- Société de production : Walter Seltzer Prod.
- Société de distribution : Metro-Goldwyn-Mayer
- Lieu de tournage : Albuquerque,  Nouveau-Mexique
- Budget : 2 700 000 $
- Pays d'origine :  États-Unis
- Langue originale : anglais
- Genre : catastrophe
- Durée : 101 minutes
- Dates de sortie :
  - États-Unis : 24 mai 1972
  - France : 15 novembre 1973
- Affiche : Enzo Nistri (Italie)

## Distribution
- Charlton Heston (VF : Jean-Claude Michel) : Capitaine Henry « Hank » O'Hara
- Yvette Mimieux (VF : Arlette Thomas) : Angela Thacher
- James Brolin (VF : Jean-Claude Balard) : Jerome K. Weber
- Claude Akins (VF : Robert Bazil) : Sergent Ben Puzo
- Jeanne Crain (VF : Monique Mélinand) : Mme Clara Shaw
- Susan Dey (VF : Francine Lainé) : Elly Brewster
- Roosevelt Grier (VF : Bachir Touré) : Gary Brown
- Mariette Hartley : Harriet Stevens
- Walter Pidgeon (VF : Jean-Henri Chambois) : Sen. Arne Lindner
- Ken Swofford (VF : Jacques Torrens): John Bimonte
- Leslie Uggams (VF : Lisette Lemaire) : Lovejoy Wells
- Ross Elliott : Harold Shaw
- Nicholas Hammond (VF : Pierre Guillermo) : Peter Lindner
- Mike Henry (VF : Claude Giraud) : Sam Allen
- Jayson Kane : William Reading
- Toni Clayton : Jane Burke
- John Hillerman (VF : René Renot) : Walter Brandt
- Kelley Miles : Hazel Martin
- Maureen Connell : Mme O'Hara
- John Fiedler (VF : Philippe Dumat) : Robert Grandig
- Wesley Lau (VF : Robert Bazil) : Stanley Morris
- Natividad Vacío : le passager espagnol (non crédité)